# Spilogona spinipes
Spilogona spinipes är en tvåvingeart som beskrevs av Jacques-Marie-Frangile Bigot 1885. Spilogona spinipes ingår i släktet Spilogona och familjen husflugor. Inga underarter finns listade i Catalogue of Life.